# Данила Изотов
Данила Сергејевич Изотов (рус. Данила Сергеевич Изо́тов; Новоураљск, 2. октобар 1991) је руски пливач слободним стилом. Члан је руске пливачке репрезентације од 2008. годоне. Тренер му је Јуриј Рајхман.
На Олимпијским играма 2008. у Пекингу освојио је сребрну медаљу као члан штафете Русије у пливању на 4 × 200 м слободно у саставу: Александар Сухоруков, Данила Изотов, Јевгениј Лагунов, Михаил Полищук и Никита Лобинцев. Михаил Полишук је пливао у квалификацијама.
Био је и члан штафете 4 х 100 метра мешовито која је 20. децембра 2009. на Светском првенству у пливању на малим базенима у Санкт Петербургу поставила светски рекорд резултатом 3.19,16. Штафета је пливала у саставу Станиславом Доњец, Сергеј Габел и Јевгениј Коротишкин.
На Светском првенству 2009. у Риму био је једини међу руским пливачима у мушкој конкуренцији који је освојио медаљу у појединачној конкуренцији. Био је трећи у трци на 200 м слободно. Пливао је и у финалима трке штафета 4 х 100 и 4 х 200 метара слободнои стилом и у обе трке Руси су освојили сребрну медаљу.
Успехе је поновио и на Европском првенству 2010. у Будимпешти, када је у обе трке штафета 4 х 100 и 4 х 200 метара слободнои стилом освојио златне медаље.
За своје успехе и заслуге у Русији је одликован као:
- Заслужни мајстор спорта Русије и
- Орден Заслуга за отаџбину — за изузетан допринос развоју физичке културе и спорта, високе спортске успехе на Олимпијским играма 2008. године у Пекингу.[2]

## Лични рекорди Данила Изотова
29. децембар 2013.
| Дисциплина     | Базен | Резултат | Датум              | Место             | Такмичење.                        | Бел. |
| -------------- | ----- | -------- | ------------------ | ----------------- | --------------------------------- | ---- |
| 50 м слободно  | 50 м  | 22,67    | 29. јун 2012.      | Руза Русија       | Руски пливачки куп 2012.          |      |
| 100 м слободно | 50 м  | 48,18    | 20. април 2013.    | Казањ, Русија     | Руски пливачки куп 2013.          |      |
| 100 м слободно | 25 м  | 45:68    | 11. децембар 2009. | Истанбул, Турска  | ЕП 2009.                          |      |
| 200 м слободно | 50 м  | 1:43,90  | 28. јул 2009.      | Рим, Италија      | Светско првенство у пливању 2009. |      |
| 200 м слободно | 25 м  | 1:40,08  | 13. децембар 2009. | Истанбул, Турска  | ЕП 2009.                          |      |
| 400 м слободно | 50 м  | 3:51,81  | 8. јул 2008.       | Монтереј, Мексико | СП за јуниоре 2008.               |      |
| 400 м слободно | 25 м  | 3:49,04  | 9. новембар 2007.  | Москва, Русија    | СК 2009 - коло.                   |      |